# Bliska

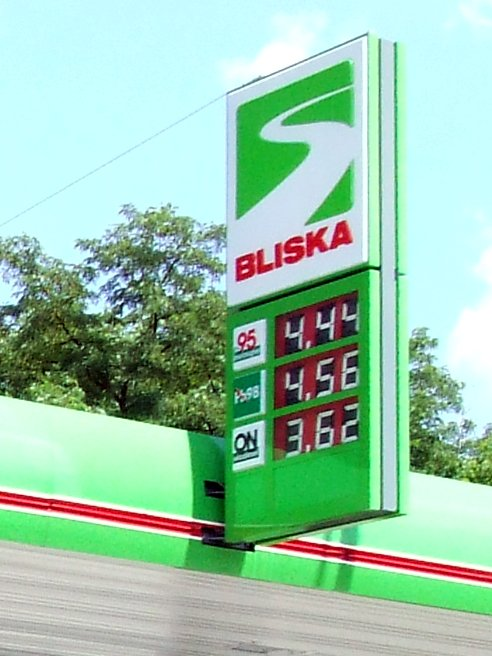
Tablica z cenami paliwa na stacji Bliska we Wrocławiu (2007)

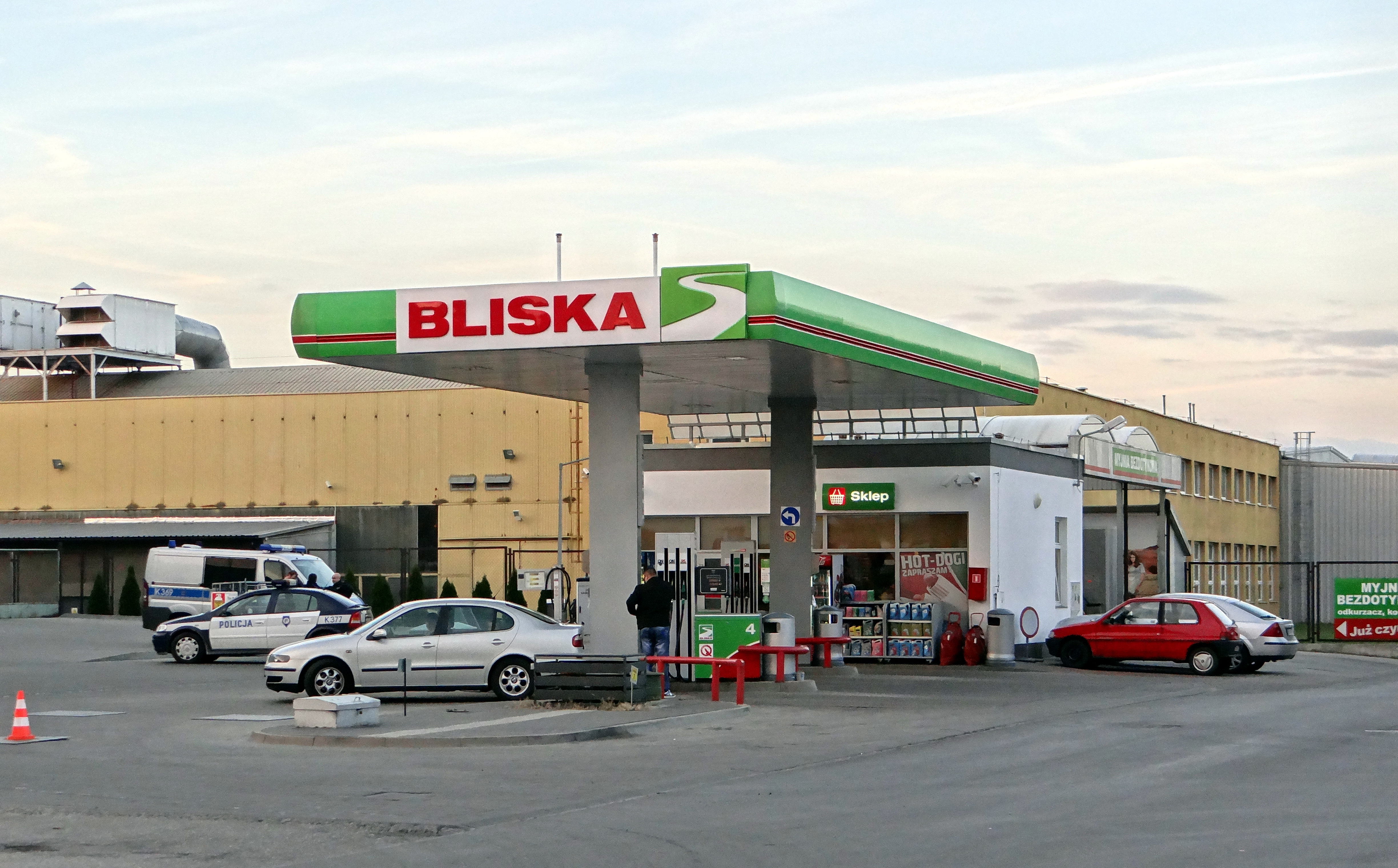
Stacja paliw Bliska w Nisku

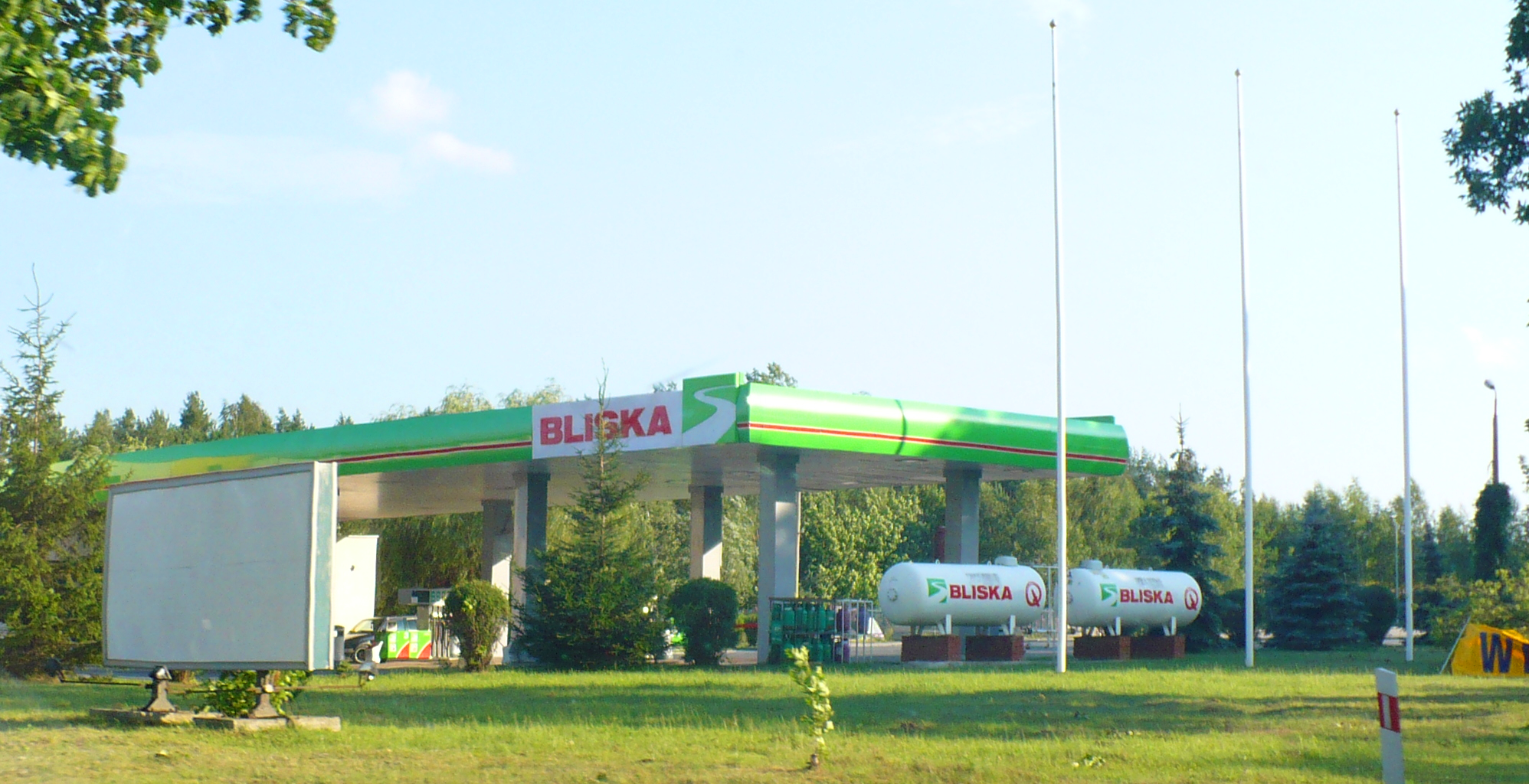
Stacja paliw Bliska

Bliska – utworzona w 2006 roku polska sieć stacji paliw zaliczanych do tzw. niższego segmentu, czyli stacji, w których główny nacisk jest kładziony na niską cenę paliwa, a nie np. na bogate wyposażenie sklepu czy restaurację. Bliska jest grupą należącą w całości do Polskiego Koncernu Naftowego Orlen.
Początkowo PKN zapowiadał utworzenie 900 stacji pod tym brandem. Jednak w 2013 r. – kiedy ich liczba wynosiła ok. 500 – rozpoczął rebranding na markę Orlen, tłumacząc to zmieniającymi się zapotrzebowaniami klientów. Było to równoznaczne z ekspansją paliwa premium pod nazwą Verva. Przez pierwsze dwa lata stacje przemianowywano w równym tempie ok. 130 placówek na rok. Łącznie w latach 2015 i 2016 zamknięto 107 stacji, a przy marce pozostało 108 lokalizacji. Pod koniec września 2020 r. istniało jeszcze 30 stacji Bliska.  Na koniec 2023 roku działało 20 stacji, a na koniec 2024 13 lokalizacji. Mimo objęcia strategii rozwoju usług pozapaliwowych w swoich punktach, PKN nie planuje całkowitego wycofania tej ekonomicznej marki.